# Franklyn Aunitz
Franklyn Jann Aunitz (* 15. August 2000) ist ein deutscher Basketballspieler.

## Spielerlaufbahn
Aunitz entstammt der Nachwuchsarbeit der TSG Schwäbisch Hall. In der Saison 2015/16 lief er mit einer „Doppellizenz“ darüber hinaus für den TSV Crailsheim in der Jugend-Basketball-Bundesliga auf.
Zur Saison 2016/17 wechselte Aunitz ans Basketball-Internat der Urspringschule und gab im Spieljahr 2017/18 im Hemd der Spielgemeinschaft Ehingen/Urspring seinen Einstand in der 2. Bundesliga ProA. Im Sommer 2021 wurde er vom Drittligisten SG ART Giants Düsseldorf verpflichtet. 2022 wurde er mit Düsseldorf Vizemeister der 2. Bundesliga ProB.
Aufgrund einer Verletzung spielte Aunitz in der Saison 2022/23 nicht, im Sommer 2023 schloss er sich dem Drittligaaufsteiger SV Fellbach an. Aunitz spielte bis Dezember 2023 für Fellbach. Im Sommer 2025 kehrte er zu Ehingen/Urspring zurück, das inzwischen in die 1. Regionalliga abgestürzt war.